# Drosophila occidentalis
Drosophila occidentalis este o specie de muște din genul Drosophila, familia Drosophilidae, descrisă de Spencer în anul 1942. Conform Catalogue of Life specia Drosophila occidentalis nu are subspecii cunoscute.